# Női 4 × 6 km-es biatlonváltó a 2018. évi téli olimpiai játékokon
A 2018. évi téli olimpiai játékokon a biatlon női 4 × 6 km-es váltó versenyszámát február 22-én rendezték. Az aranyérmet a fehérorosz csapat nyerte. A versenyszámban nem vett részt magyar csapat.

## Végeredmény
A verseny helyi idő szerint 20:15-kor, magyar idő szerint 12:15-kor kezdődött. Az időeredmények másodpercben értendők.
| Helyezés | R  | Csapat                                                                                             | Idő                                       | Lövőhiba (F+F+Á+Á)                       | Hátrány |
| -------- | -- | -------------------------------------------------------------------------------------------------- | ----------------------------------------- | ---------------------------------------- | ------- |
| Arany    | 10 | Fehéroroszország (BLR) · Nadzeja Szkardzina · Irina Krivko · Dzinara Alimbekava · Darja Domracsava | 1:12:03,4 17:35,2 18:08,2 18:52,4 17:27,6 | 0+3 0+6 0+0 0+2 0+1 0+0 0+2 0+1 0+0 0+3  | –       |
| Ezüst    | 3  | Svédország (SWE) · Linn Persson · Mona Brorsson · Anna Magnusson · Hanna Öberg                     | 1:12:14,1 17:35,1 19:16,8 18:25,9 16:56,3 | 0+7 0+5 0+2 0+2 0+3 0+3 0+2 0+0 0+0 0+0  | +10,7   |
| Bronz    | 2  | Franciaország (FRA) · Anaïs Chevalier · Marie Dorin Habert · Justine Braisaz · Anaïs Bescond       | 1:12:21,0 17:20,8 18:25,6 18:40,6 17:54,0 | 0+6 0+8 0+1 0+2 0+1 0+1 0+3 0+3 0+1 0+2  | +17,6   |
| 4.       | 7  | Norvégia (NOR) · Synnøve Solemdal · Tiril Eckhoff · Ingrid Landmark Tandrevold · Marte Olsbu       | 1:12:33,1 17:09,8 18:49,5 19:18,9 17:14,9 | 0+2 3+10 0+0 0+1 0+1 1+3 0+1 2+3 0+0 0+3 | +29,7   |
| 5.       | 17 | Szlovákia (SVK) · Paulína Fialková · Anastasiya Kuzmina · Terézia Poliaková · Ivona Fialková       | 1:12:41,8 17:07,8 18:30,5 18:59,4 18:04,1 | 0+3 1+6 0+1 0+0 0+1 1+3 0+1 0+1 0+0 0+2  | +38,4   |
| 6.       | 8  | Svájc (SUI) · Elisa Gasparin · Lena Häcki · Selina Gasparin · Irene Cadurisch                      | 1:12:46,9 17:32,8 18:15,5 18:56,7 18:01,9 | 0+8 0+8 0+1 0+0 0+3 0+2 0+2 0+3          | +43,5   |
| 7.       | 9  | Lengyelország (POL) · Monika Hojnisz · Magdalena Gwizdoń · Krystyna Guzik · Weronika Nowakowska    | 1:12:47,0 17:29,3 18:18,6 18:30,8 18:28,3 | 1+7 0+7 0+1 0+2 0+1 0+1 1+3 0+1 0+2 0+3  | +43,6   |
| 8.       | 1  | Németország (GER) · Franziska Preuß · Denise Herrmann · Franziska Hildebrand · Laura Dahlmeier     | 1:12:57,3 17:49,6 19:07,4 18:33,9 17:26,4 | 1+3 2+8 0+0 1+3 1+3 0+1 0+0 0+1          | +53,9   |
| 9.       | 5  | Olaszország (ITA) · Lisa Vittozzi · Dorothea Wierer · Nicole Gontier · Federica Sanfilippo         | 1:13:07,5 16:49,0 18:47,4 18:55,0 18:36,1 | 2+7 2+6 0+1 0+0 2+3 0+0 0+3 1+3 0+0 1+3  | +1:04,1 |
| 10.      | 11 | Kanada (CAN) · Sarah Beaudry · Julia Ransom · Emma Lunder · Rosanna Crawford                       | 1:13:36,8 18:04,0 18:27,7 19:09,6 17:55,5 | 1+4 0+7 0+0 0+3 1+3 0+0 0+1 0+1          | +1:33,4 |
| 11.      | 4  | Ukrajna (UKR) · Iryna Varvynets · Vita Semerenko · Yuliia Dzhima · Anastasiya Merkushyna           | 1:13:44,8 18:30,9 19:15,4 17:38,7 18:19,8 | 0+3 2+7 0+0 1+3 0+1 0+1 0+2 0+0          | +1:41,4 |
| 12.      | 6  | Csehország (CZE) · Eva Puskarčíková · Jessica Jislová · Markéta Davidová · Veronika Vítková        | 1:13:59,7 17:21,4 19:56,1 18:57,9 17:44,3 | 0+1 4+10 0+1 0+2 0+0 2+3 0+0 0+2         | +1:56,3 |
| 13.      | 18 | Egyesült Államok (USA) · Susan Dunklee · Clare Egan · Joanne Reid · Emily Dreissigacker            | 1:14:05,3 16:56,6 18:42,4 19:01,1 19:25,2 | 1+5 0+5 0+0 0+1 0+0 0+0 1+3 0+1 0+2 0+3  | +2:01,9 |
| 14.      | 14 | Kazahsztán (KAZ) · Galina Vishnevskaya · Darya Klimina · Alina Raikova · Olga Poltoranina          | 1:14:18,0 17:50,2 19:54,3 18:28,3 18:05,2 | 0+2 1+7 0+0 0+3 0+1 1+3 0+1 0+1 0+0 0+0  | +2:14,6 |
| 15.      | 13 | Finnország (FIN) · Laura Toivanen · Kaisa Mäkäräinen · Mari Laukkanen · Venla Lehtonen             | 1:14:37,2 17:36,8 17:45,4 20:09,2 19:05,8 | 0+6 2+7 0+1 0+0 0+0 0+2 0+2 2+3 0+3 0+2  | +2:33,8 |
| 16.      | 16 | Bulgária (BUL) · Emilia Yordanova · Daniela Kadeva · Stefani Popova · Desislava Stoyanova          | 1:14:38,0 18:24,4 18:33,2 19:27,6 18:12,8 | 1+3 1+6 0+0 1+3 0+0 0+1 1+3 0+1 0+0 0+1  | +2:34,6 |
| 17.      | 12 | Japán (JPN) · Fuyuko Tachizaki · Sari Furuya · Rina Mitsuhashi · Yurie Tanaka                      | 1:15:47,7 17:51,6 19:50,2 18:40,0 19:25,9 | 0+2 2+7 0+0 0+2 0+1 2+3 0+1 0+0 0+0 0+2  | +3:44,3 |
| 18.      | 15 | Dél-Korea (KOR) · Anna Frolina · Ekaterina Avvakumova · Mun Ji-hee · Ko Eun-jung                   | 1:20:20,6 20:32,3 18:33,9 19:24,5 21:49,9 | 0+5 6+11 0+2 4+3 0+1 0+2 0+1 1+3         | +8:17,2 |